# Valerij Ševčuk
Valerij Oleksandrovyč Ševčuk (ukrajinsky Валерій Олександрович Шевчук; 20. srpna 1939 Žytomyr – 6. května 2025 Kyjev) byl ukrajinský prozaik.

## Život a dílo
Narodil se v Žytomyru na Volyni, vystudoval historii v Kyjevě, kde také pracoval jako archivář.
Těžiště jeho tvorby tvoří jednak psychologizující romány ze současného prostředí (např. Nábřežní 12, 1968; Večer svatého podzimu, 1969; Ranní kuropění, 1979), jednak díla navazující na literaturu Kyjevské Rusi; z nichž nejznámější je román На полі смиренному; toto dílo bylo zatím jako jediné přeloženo do češtiny pod titulem Příbytek pokory aneb Nový synaxář kyjevský sepsaný hříšným Simeonem, mnichem svatého kláštera Pečerského. V něm se autor inspiroval tzv. Kyjevopečerským paterikem ze 13. století a prostřednictvím postavy mnicha Simeona vypráví ve dvanácti kapitolách o dvanácti dávných mniších, současnících letopisce Nestora (který zde také vystupuje), přičemž osoba vypravěčova se děje rovněž účastní a je pojítkem jeho jednotlivých epizod. Dějištěm je kyjevský jeskynní klášter, dnes známý jako Kyjevskopečerská lávra. Literární teoretička Daniela Hodrová spatřuje v románu příbuznost s Ecovým dílem Jméno růže.